# ルンバ・オリジナル・シリーズ

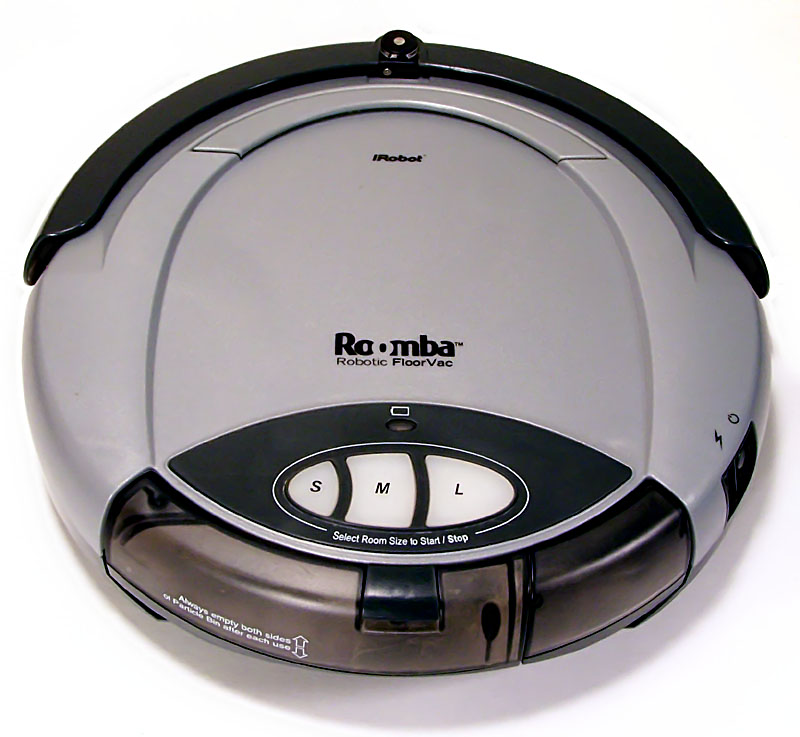
ルンバ・オリジナル・シリーズ

ルンバ・オリジナル・シリーズ（英語: Roomba® Original Series）は、アイロボット（英語: iRobot）が2002年9月18日に発表したロボット掃除機の製品群である。米国において初めて商品化された自働掃除ロボットであり、ルンバ・シリーズの最初期製品群でもある。
直径13.4インチ、高さ3.6インチの円盤状で、床をはい回ってゴミを吸い集める。部屋全体に行き渡るように工夫されてい、階段はセンサーで感知して落下を回避する。付属の周辺機器バーチャルウォール（Virtual Wall®）を用いれば、不可視光線による「見えない壁」を作り、掃除する区域を区切ることもできる。

## 機種

### 北米地域販売機種
- iRobot™ Roomba™ Intelligent FloorVac[6] , 3000[7] - 2002年9月18日発表[2]、[8][9]
- iRobot™ Roomba™ Pro Robotic FloorVac[10], 3005[11] - 2003年8月27日発表[12]。「Spot Cleaning Mode」が追加された[3][13]。
- iRobot™ Roomba™ Pro Elite Robotic FloorVac[14], 3100[15] - 2003年8月27日発表[12]。「Spot Cleaning Mode」に加え「MAX Cleaning Mode」が追加され[3][16]、標準で「Full-Function Remote」と「Wall Mount Storage Unit」が付属した[3]。

別売周辺機器
付属品の追加や機能追加のために周辺機器が別売された。
- Extra Battery, 3001 - 予備用充電池。
- Advanced Power System (APS) Battery, 4905 - 交換および予備用大容量充電池。
- Advanced Power System (APS) Battery, 17373 - Advanced Power System (APS) Battery（4905）の代替品。
- Virtual Wall, 3002 - 不可視光線により13フィート超の「見えない壁」で区域を作り出し、その区域内のみを掃除させることができる。
- Virtual Wall® Unit, 2003 - Virtual Wall（3002）の代替品。
- Virtual Wall®, 4960 - Virtual Wall® Unit（2003）の代替品。
- Rapid Charger, 3003 - 急速充電器。
- AC Adapter, 7279 - 交換および予備用のAC-DCアダプタ。
- Power Cord Patch, 9787 - 充電用付加機器。
- Wall Mount, 3007 - ルンバを壁に掛け収納できる。
- Roomba Remote, 3008 - 遠隔操作機能が追加できる。
- Roomba® Standard Remote, 4908 - Roomba Remote（3008）の代替品。
- Tire Tread Repair Kit, 9825 - Wheel Moduleの補修部材一式。

### 日本国内販売機種
日本での販売は、2002年（平成14年）12月からプライム、2003年（平成15年）3月からタカラ（現タカラトミー）と引き継がれ販売された。
- ルンバ（Roomba） - 2002年（平成14年）[31]12月12日発売[32][37]。プライムが販売[38]。
- アットホーム ロボ ルンバ, HR-RMB10 - 2003年（平成15年）3月発売[34][35]。タカラが販売[35]。